# Yoon Jong-hwan
Yoon Jong-hwan ((윤정환?, 尹晶煥?); Gwangju, 16 febbraio 1973) è un allenatore di calcio ed ex calciatore sudcoreano, di ruolo centrocampista, tecnico del Incheon United.

## Carriera

### Giocatore

#### Club
Yoon, dopo aver giocato nella squadra universitaria della Dong-A, passa al calcio professionistico giocando nella squadra coreana dello Yukong Elephants, dove rimarrà per diversi anni. 
Durante la sua carriera cambierà molte squadre, trasferendosi in Giappone per ben due volte, prima al Cerezo Osaka, nel 2000 e poi nel Sagan Tosu, nel 2006. E il Sagan Tosu, sarà proprio la sua ultima squadra, terminando così la sua professione in Giappone, in J. League 2, nel 2007.

#### Nazionale
Yoon, ha fatto il suo esordio nella nazionale sudcoreana nel 1994, giocando ben 40 partite e partecipando anche al mondiale di calcio FIFA del 2002.

### Allenatore
Inizia la sua carriera nella squadra giapponese del Sagan Tosu, iniziando dalle giovanili nel 2008, fino ad arrivare ad allenare la prima squadra, prima come vice e poi come primo allenatore, dal 2009 al 2014. Nel 2017 passa al Cerezo Osaka, dove vince una Coppa dell'Imperatore e la Coppa di J. League, per poi essere licenziato l'anno successivo, verso la fine del 2018, per mancanza di risultati.
Nel 2020 viene ingaggiato dalla squadra giapponese del JEF United Ichihara Chiba.

## Statistiche

### Cronologia presenze e reti in nazionale
| Cronologia completa delle presenze e delle reti in nazionale ― Corea del Sud | Cronologia completa delle presenze e delle reti in nazionale ― Corea del Sud | Cronologia completa delle presenze e delle reti in nazionale ― Corea del Sud | Cronologia completa delle presenze e delle reti in nazionale ― Corea del Sud | Cronologia completa delle presenze e delle reti in nazionale ― Corea del Sud | Cronologia completa delle presenze e delle reti in nazionale ― Corea del Sud | Cronologia completa delle presenze e delle reti in nazionale ― Corea del Sud | Cronologia completa delle presenze e delle reti in nazionale ― Corea del Sud |
| Data                                                                         | Città                                                                        | In casa                                                                      | Risultato                                                                    | Ospiti                                                                       | Competizione                                                                 | Reti                                                                         | Note                                                                         |
| ---------------------------------------------------------------------------- | ---------------------------------------------------------------------------- | ---------------------------------------------------------------------------- | ---------------------------------------------------------------------------- | ---------------------------------------------------------------------------- | ---------------------------------------------------------------------------- | ---------------------------------------------------------------------------- | ---------------------------------------------------------------------------- |
| 31-1-1995                                                                    | Hong Kong                                                                    | Corea del Sud                                                                | 1 – 0                                                                        | Colombia                                                                     | Coppa Carlsberg 1995                                                         | -                                                                            |                                                                              |
| 19-2-1995                                                                    | Hong Kong                                                                    | Cina                                                                         | 0 – 0                                                                        | Corea del Sud                                                                | Coppa Dinastia 1995                                                          | -                                                                            | 75’                                                                          |
| 23-2-1995                                                                    | Hong Kong                                                                    | Hong Kong                                                                    | 2 – 3                                                                        | Corea del Sud                                                                | Coppa Dinastia 1995                                                          | -                                                                            | 71’                                                                          |
| 26-2-1995                                                                    | Hong Kong                                                                    | Giappone                                                                     | 2 – 2 dts (5 – 3 dtr)                                                        | Corea del Sud                                                                | Coppa Dinastia 1995                                                          | -                                                                            | 91’                                                                          |
| 18-1-1997                                                                    | Melbourne                                                                    | Corea del Sud                                                                | 1 – 0                                                                        | Norvegia                                                                     | Opus Tournament                                                              | -                                                                            | 85’ 92’                                                                      |
| 22-1-1997                                                                    | Brisbane                                                                     | Australia                                                                    | 2 – 1                                                                        | Corea del Sud                                                                | Opus Tournament                                                              | -                                                                            | 53’                                                                          |
| 25-1-1997                                                                    | Sydney                                                                       | Corea del Sud                                                                | 3 – 1                                                                        | Nuova Zelanda                                                                | Opus Tournament                                                              | -                                                                            | 46’                                                                          |
| 22-2-1997                                                                    | Hong Kong                                                                    | Hong Kong                                                                    | 0 – 2                                                                        | Corea del Sud                                                                | Qual. Mondiali 1998                                                          | -                                                                            | 46’                                                                          |
| 23-4-1997                                                                    | Pechino                                                                      | Cina                                                                         | 0 – 2                                                                        | Corea del Sud                                                                | Korea-China Annual Match                                                     | -                                                                            | 81’                                                                          |
| 29-1-1998                                                                    | Bangkok                                                                      | Thailandia                                                                   | 0 – 2                                                                        | Corea del Sud                                                                | 1998 King's Cup                                                              | -                                                                            |                                                                              |
| 31-1-1998                                                                    | Bangkok                                                                      | Corea del Sud                                                                | 1 – 1 dts (5 – 4 dtr)                                                        | Egitto                                                                       | 1998 King's Cup                                                              | -                                                                            |                                                                              |
| 7-2-1998                                                                     | Auckland                                                                     | Nuova Zelanda                                                                | 0 – 1                                                                        | Corea del Sud                                                                | Amichevole                                                                   | -                                                                            | 40’                                                                          |
| 11-2-1998                                                                    | Sydney                                                                       | Australia                                                                    | 3 – 1                                                                        | Corea del Sud                                                                | Amichevole                                                                   | -                                                                            | 69’ 71’                                                                      |
| 15-4-1998                                                                    | Bratislava                                                                   | Slovacchia                                                                   | 0 – 0                                                                        | Corea del Sud                                                                | Amichevole                                                                   | -                                                                            | 68’                                                                          |
| 18-4-1998                                                                    | Skopje                                                                       | Macedonia                                                                    | 2 – 2                                                                        | Corea del Sud                                                                | Amichevole                                                                   | -                                                                            | 52’ 81’                                                                      |
| 22-4-1998                                                                    | Belgrado                                                                     | Jugoslavia                                                                   | 3 – 1                                                                        | Corea del Sud                                                                | Amichevole                                                                   | -                                                                            | 82’                                                                          |
| 2-12-1998                                                                    | Nakhon Sawan                                                                 | Corea del Sud                                                                | 2 – 3                                                                        | Turkmenistan                                                                 | Giochi asiatici 1998                                                         | -                                                                            |                                                                              |
| 4-12-1998                                                                    | Nakhon Sawan                                                                 | Vietnam                                                                      | 0 – 4                                                                        | Corea del Sud                                                                | Giochi asiatici 1998                                                         | 1                                                                            | 67’                                                                          |
| 7-12-1998                                                                    | Bangkok                                                                      | Corea del Sud                                                                | 2 – 0                                                                        | Giappone                                                                     | Giochi asiatici 1998                                                         | -                                                                            |                                                                              |
| 9-12-1998                                                                    | Bangkok                                                                      | Emirati Arabi Uniti                                                          | 1 – 2                                                                        | Corea del Sud                                                                | Giochi asiatici 1998                                                         | 1                                                                            | 74’                                                                          |
| 11-12-1998                                                                   | Bangkok                                                                      | Corea del Sud                                                                | 1 – 0                                                                        | Kuwait                                                                       | Giochi asiatici 1998                                                         | -                                                                            | 23’ 54’                                                                      |
| 14-12-1998                                                                   | Bangkok                                                                      | Thailandia                                                                   | 2 – 1                                                                        | Corea del Sud                                                                | Giochi asiatici 1998                                                         | -                                                                            | 55’                                                                          |
| 28-3-1999                                                                    | Seul                                                                         | Corea del Sud                                                                | 1 – 0                                                                        | Brasile                                                                      | Amichevole                                                                   | -                                                                            | 84’                                                                          |
| 5-6-1999                                                                     | Seul                                                                         | Corea del Sud                                                                | 1 – 2                                                                        | Belgio                                                                       | Amichevole                                                                   | -                                                                            | 39’                                                                          |
| 15-6-1999                                                                    | Seul                                                                         | Corea del Sud                                                                | 0 – 0                                                                        | Egitto                                                                       | 1999 Korea Cup                                                               | -                                                                            | 46’                                                                          |
| 26-4-2000                                                                    | Seul                                                                         | Corea del Sud                                                                | 1 – 0                                                                        | Giappone                                                                     | Amichevole                                                                   | -                                                                            | 59’                                                                          |
| 4-10-2000                                                                    | Dubai                                                                        | Emirati Arabi Uniti                                                          | 1 – 1 dts (3 – 2 dtr)                                                        | Corea del Sud                                                                | Coppa LG                                                                     | -                                                                            |                                                                              |
| 16-10-2000                                                                   | Tripoli                                                                      | Corea del Sud                                                                | 0 – 1                                                                        | Kuwait                                                                       | Coppa d'Asia 2000 - 1º turno                                                 | -                                                                            | 67’                                                                          |
| 19-10-2000                                                                   | Tripoli                                                                      | Corea del Sud                                                                | 3 – 0                                                                        | Indonesia                                                                    | Coppa d'Asia 2000 - 1º turno                                                 | -                                                                            | 46’                                                                          |
| 23-10-2000                                                                   | Tripoli                                                                      | Iran                                                                         | 1 – 2 dts                                                                    | Corea del Sud                                                                | Coppa d'Asia 2000 - Quarti di finale                                         | -                                                                            |                                                                              |
| 26-10-2000                                                                   | Beirut                                                                       | Corea del Sud                                                                | 1 – 2                                                                        | Arabia Saudita                                                               | Coppa d'Asia 2000 - Semifinale                                               | -                                                                            | 27’ 53’                                                                      |
| 20-12-2000                                                                   | Tokyo                                                                        | Giappone                                                                     | 1 – 1                                                                        | Corea del Sud                                                                | Amichevole                                                                   | -                                                                            | 71’                                                                          |
| 24-4-2001                                                                    | Il Cairo                                                                     | Corea del Sud                                                                | 1 – 0                                                                        | Iran                                                                         | Coppa LG                                                                     | -                                                                            | 45’                                                                          |
| 25-5-2001                                                                    | Suwon                                                                        | Corea del Sud                                                                | 0 – 0                                                                        | Camerun                                                                      | Amichevole                                                                   | -                                                                            | 46’                                                                          |
| 20-3-2002                                                                    | Cartagena                                                                    | Finlandia                                                                    | 0 – 2                                                                        | Corea del Sud                                                                | Amichevole                                                                   | -                                                                            | 64’                                                                          |
| 26-3-2002                                                                    | Bochum                                                                       | Corea del Sud                                                                | 0 – 0                                                                        | Turchia                                                                      | Amichevole                                                                   | -                                                                            | 64’                                                                          |
| 27-4-2002                                                                    | Incheon                                                                      | Corea del Sud                                                                | 0 – 0                                                                        | Cina                                                                         | Amichevole                                                                   | -                                                                            | 62’                                                                          |
| 16-5-2002                                                                    | Pusan                                                                        | Corea del Sud                                                                | 4 – 1                                                                        | Scozia                                                                       | Amichevole                                                                   | 1                                                                            | 65’                                                                          |
| 26-5-2002                                                                    | Suwon                                                                        | Corea del Sud                                                                | 2 – 3                                                                        | Francia                                                                      | Amichevole                                                                   | -                                                                            | 66’                                                                          |
| Totale                                                                       |                                                                              | Presenze                                                                     | 39                                                                           |                                                                              | Reti                                                                         | 3                                                                            |                                                                              |

## Palmarès

### Giocatore

#### Competizioni nazionali
- K League 1: 1

Seongnam Ilhwa Chunma: 2003

### Allenatore

#### Competizioni nazionali
- Coppa dell'Imperatore: 1

Cerezo Osaka: 2017
- Coppa J. League: 1

Cerezo Osaka: 2017
- Supercoppa del Giappone: 1

Cerezo Osaka: 2018